# Municipio de Richland (condado de Lee)
El municipio de Richland (en inglés: Richland Township) es un municipio ubicado en el condado de Lee en el estado estadounidense de Arkansas. En el año 2010 tenía una población de 656 habitantes y una densidad poblacional de 6,25 personas por km².

## Geografía
El municipio de Richland se encuentra ubicado en las coordenadas 34°40′40″N 90°45′32″O / 34.67778, -90.75889. Según la Oficina del Censo de los Estados Unidos, el municipio tiene una superficie total de 104.93 km², de la cual 104,9 km² corresponden a tierra firme y (0,03 %) 0,03 km² es agua.

## Demografía
Según el censo de 2010, había 656 personas residiendo en el municipio de Richland. La densidad de población era de 6,25 hab./km². De los 656 habitantes, el municipio de Richland estaba compuesto por el 51,83 % blancos, el 45,43 % eran afroamericanos, el 0,76 % eran amerindios, el 0,15 % eran isleños del Pacífico y el 1,83 % eran de una mezcla de razas. Del total de la población el 1,52 % eran hispanos o latinos de cualquier raza.